# Kasama (Ibaraki)
Kasama (Japans: 笠間市, Kasama-shi) is een stad in de prefectuur Ibaraki op het eiland Honshu in Japan. De stad heeft een oppervlakte van 240,25 km² en medio 2008 ruim 80.000 inwoners.
Kasama is bekend door het aardewerk (笠間焼き, Kasama-yaki). De klassieke producten zijn roodbruin met zwarte glazuur; moderne producten worden in allerlei kleuren gemaakt. Naast huishoudelijke producten zijn er in de moderne stijl ook veel aardewerk kunstvoorwerpen.

## Geschiedenis
Op 1 augustus 1958 werd Kasama een stad (shi).
Op 19 maart 2006 is Kasama uitgebreid met de gemeentes Tomobe (友部町, Tomobe-machi) en Iwama (岩間町, Iwama-machi).
Na de gemeentelijke herindeling is Tomobe het administratieve centrum van de stad geworden; het had meer inwoners dan het oude Kasama.

## Bezienswaardigheden

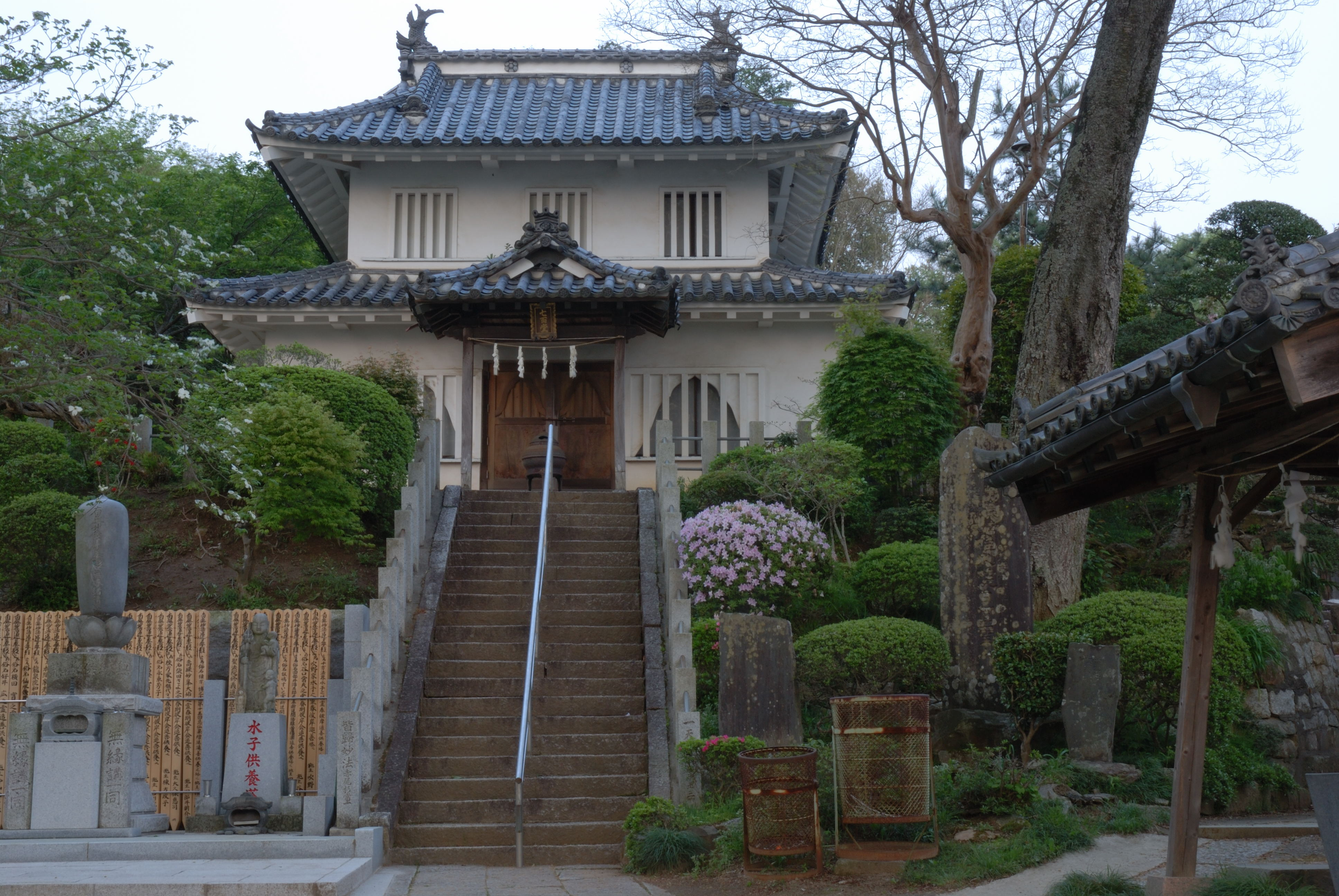
Wachttoren van kasteel Kasama

- Kasteel Kasama (笠間城, Kasama-jō), de ruïnes van dit kasteel liggen op de berg Sashiro.
- Prefecturaal Keramiekmuseum
- Kasama Nichido Museum, met werken van o.a. Degas, Van Gogh en Warhol.
- Kasama Inari Jinja (笠間稲荷神社), een van de drie beroemdste shinto heiligdommen voor de verering van Inari in Japan.
- Sainen-ji (西念寺), een boeddhistische tempel.

## Verkeer
Kasama ligt aan de Jōban-lijn en de Mito-lijn van de East Japan Railway Company.
Kasama ligt aan de Jōban-autosnelweg, de Kita-kantō-autosnelweg en aan de autowegen 50 en 355.

## Geboren in Kasama
- Takuya Nozawa (Japans: 野沢拓也, Nozawa Yakuya), voetballer

Beroemde inwoners van Kasama, doch niet daar geboren:
- Morihei Ueshiba, grondlegger van aikido
- Kyu Sakamoto, nummer 18 op de ranglijst van meest invloedrijke Japanse zangers

## Aangrenzende steden
- Ishioka
- Mito
- Omitama
- Sakuragawa